# 青森テレビ
株式会社青森テレビ（あおもりテレビ、英: Aomori Television Broadcasting Co., Ltd.）は、青森県を放送対象地域としたテレビジョン放送事業を行っている特定地上基幹放送事業者である。
略称はATV（Aomori TeleVision）。

## 概要
「ATV」のロゴは昔からの斜体文字のものと、それぞれのアルファベットに目玉を付けてキャラクター化させているものを併用していた。その一例として、「あいてるサーチ」（489（よやく）チャンネルドットコム）のCMでは、目玉バージョンが使用されていた。なお、『正式な局ロゴ』としては、現在のロゴは2代目である。
2006年（平成18年）に、一般公募によるステーションキャラクター「山田じん子」 が誕生し、キャッチフレーズも「ハートにジンジン、ATV。」となった。

## 局データ
- 青森テレビの株主には東奥日報社・朝日新聞社が名を連ねている[注 3]。また、同局の創業者の中村薫は現在も株式の1割強を保有する筆頭株主となっている。なお、東奥日報が大株主であるものの、青森放送や青森朝日放送とは違い新聞社の影響はほとんど見られない。これは、JNNが全国紙をはじめとする特定の新聞の色を出さないことを加盟の条件としたことが理由である。その一方でJNN加盟にあたっては地元新聞社の出資も必要とされたため、東奥日報社が株式を保有することになった。
- 子会社がエフエム青森の株式を6.77%保有しており、読売新聞グループ本社に次いで第3位株主となっている。そのためか、各種イベント等ではATVとAFBで支援・後援を行っている。

### 本社
- 郵便番号：030-8686（専用、青森中央郵便局管内）
- 住所：青森市松森1丁目4番8号
  - 同じ松森1丁目地内には青森放送の局舎もある。2008年に青森テレビと青森放送が共同キャンペーン『チーム守るべ青森』を行った際、互いに相手局の局舎屋上から手を振っている様子を収めたコマーシャルが流れたことがある。

### 支社・支局など
「報道部」は、NHKにおける「報道室」や、新聞社における「通信局」「通信部」に相当する。
- 青森支社（青森市） - 本社内に置かれている。
- 弘前支社（弘前市） - 津軽地方（東青地区を除く）を取材対象地域としている。
- 八戸支社（八戸市） - 南部地方（三八地区）を取材対象地域としている[注 4]。
  - 三沢報道部（三沢市） - 上十三地区を取材対象地域としている。かつて置かれていた十和田支局（後述）の代替として設置。
- むつ支局（むつ市） - 下北地方を取材対象地域としている。
- 東京支社（東京都港区） - 当支社が取材したニュースが青森テレビで放送される場合は「ATV東京」のクレジットが出される（通常、関東広域圏の取材はTBSテレビが担当している）。
  - また、長らく当支社は銀座に置かれていたが、2022年度から、ヒューリックJP赤坂ビル内にあるシェアオフィス「SPACES赤坂5F」（一部のJNN各局と共同入居）へ移転した。
- 大阪支社（大阪市西区） - 高校ラグビーや春の高校野球での県内高校関連の取材は、当支社および毎日放送[注 5] が行っている。
- 仙台支局（仙台市青葉区）

### 支社・支局所在地
- 青森支社：本社に同じ
- 弘前支社：弘前市大字上鞘師町18番1号 弘前商工会議所会館4階
- 八戸支社：八戸市大字長苗代字二日市10番3号
- むつ支局：むつ市金谷1丁目5番20号 礎ビル2階
- 仙台支局：仙台市青葉区国分町3丁目1番11号 定禅寺通スクエアビル7階
- 東京支社：東京都港区赤坂5丁目2番20号 赤坂パークビル15階
- 大阪支社：大阪市西区江戸堀1丁目3番3号 肥後橋レックスビル6階

#### かつて存在した支社・支局など
- 十和田支局（十和田市） - 2008年（平成20年）3月まで置かれていたが、八戸支社に統合。
- 五所川原支局（五所川原市） - 津軽地方（西北五地区）を取材対象地域としていた。入居していた同じ建物（五所川原商工会館ビル）に青森放送五所川原支局が現在も入居している。かつては、青森銀行五所川原支店に隣接するビルに支局を置いていた。2010年（平成22年）4月、弘前支社に統合されたが、現在は報道部五所川原分室として残っている。

## 資本構成
企業・団体の名称、個人の肩書は当時のもの。出典：

### 2021年3月31日
| 資本金 | 発行済株式総数 | 株主数 |
| ------ | -------------- | ------ |
| 3億円  | 600,000株      | 140    |

| 株主                | 株式数   | 比率   |
| ------------------- | -------- | ------ |
| 中村孝之            | 79,000株 | 13.16% |
| 東奥日報社          | 42,200株 | 07.03% |
| 朝日新聞社          | 42,000株 | 07.00% |
| TBSホールディングス | 38,000株 | 06.33% |
| 青森銀行            | 30,000株 | 05.00% |
| みちのく銀行        | 30,000株 | 05.00% |
| 白鳥雄士            | 24,000株 | 04.00% |

## 沿革
- 1968年（昭和43年）
  - 8月 - 青森県にUHF波の民放第2局の周波数割り当て。
  - 11月1日 - 予備免許交付[7]。
  - 12月23日 - 設立。
- 1969年（昭和44年）
  - 10月13日 - 12時00分から試験放送開始[8]。
  - 10月31日:本免許交付[9]。
  - 11月1日 - 8時15分からサービス放送を開始[注 9]（30日まで）。なお、テストパターンを流した後、最初の番組は「芥川也寸志の土曜パートナー」であった[注 10]。
  - 12月1日 - 青森放送に次いで、青森県で2番目の民放テレビ局として開局（テレビ岩手、三重テレビ放送も同日開局）。第一声は「JOAI-TV JOAI-TV、こちらはATV青森テレビです。ただ今からATVの本放送を開始します。UHF38チャンネルでお送りします。」（竹内博嗣アナウンサー）であった。

6時45分からテストパターンを流し、7時00分の「JNNニュース」[注 11][注 12] から本放送開始[10]。
開局時からJNNニュースのネットと取材・配信に参加するが、他系列のNETニュースもネットしていたため排他協定の関係上、この時点でJNNへの正式加盟はならなかった[注 13]。また、開局当時から全日放送を実施。更に、ゴールデン・プライムタイムを中心に当初からカラー放送を実施。
- 1970年（昭和45年）
  - 1月1日 - ANNに加盟。
  - 8月7日 - 上北アナログ中継局開局[11]。
  - 8月13日 - 八戸アナログ中継局開局。同日に記念番組「全県放送にあたって」を放送[12]。
- 1975年（昭和50年）
  - 3月30日 - ANNをこの日限りで退会。
  - 3月31日 - JNN協定に調印し正式にJNNへ加盟。代わって同日に青森放送がANNに加盟。
- 1976年（昭和51年）3月29日 - 夕方のニュース番組『ATVニュースワイド』放送開始。
- 1984年（昭和59年）7月 - 現社屋に移行。開局当時の本社社屋は現本社の奥にあった。
- 1990年（平成2年）10月1日 - 音声多重放送（呼出符号：JOAI-TAM）開始。（RABと同日）
- 2006年（平成18年）
  - 3月6日 - 地上デジタル放送対応の主調整室（マスター）設備に更新（NEC製）。
  - 6月10日 - 地上デジタル試験放送開始（青森本局）。
  - 6月26日 - 制作スタジオ（おしゃべりハウス・ATVニュースワイドなどに使用）設備のハイビジョン化完了。
  - 7月1日 - 6時30分の『JNNニュース』から地上デジタル放送開始（青森本局・RABや青森朝日放送と同日）。
- 2007年（平成19年）11月5日 - ニュース専用スタジオ（スポットニュースとJNN全国ニュース送出用）設備のハイビジョン化完了。
- 2011年（平成23年）7月24日 - デジタル放送への完全移行に伴い全アナログ送信所・中継局が廃局。
- 2019年（令和元年）12月1日 - 開局50周年を記念して、同日13時から『青森テレビ開局50周年記念特別番組「県民1000人が選ぶ 記憶に残るあおもり50年のニュース」』を放送[13]。

### テレビネットワークの移り変わり
- 1969年（昭和44年）12月1日 - 開局。正式には日本教育テレビ（NETテレビ。現・テレビ朝日）ネット局としての位置付けであったが、当時NETテレビはニュースネットを結成していなかったため番組販売でJNNに参加、『ニュースコープ』『ニュースデスク』などのJNN系ニュースをネット受けする（青森県地方におけるJNNのニュース取材の担当も特例で認められる）。これがのちにニュースネットワークをJNNに一本化し番組もTBSテレビの単独系列に移行するきっかけとなった。一般番組はNET・TBS両系列の事実上のクロスネットで、このほかにフジテレビからも一部の番組をネットしていたがゴールデン・プライムの編成はTBS系列がメインであった。なお、当時の番組編成の割合は、TBS:NET=7:3だった[14]。
  - 開局前はATVから社員がフジテレビと系列各局に派遣されて研修を受け、タイムテーブルもフジテレビの番組を中心に作成を済ませていた。さらに1969年8月の社屋落成式には当時のフジテレビ副社長が祝辞を述べていたが、翌9月にフジテレビとの協定が白紙に戻され、TBSを中心とした番組編成とする方針に転換した。また、研修に派遣されていた青森テレビの社員に対するフジテレビの社員の態度がある日を境に急に冷淡になったという[15]。
- 1970年（昭和45年）1月1日 - NETテレビ系列のニュースネットワーク、ANNの発足と同時に加盟。ただし、番組販売によるJNNニュースのネット並びに報道取材活動への参加はこの時点で継続される。
- 1975年（昭和50年）3月31日 - ANNを脱退しJNNに正式加盟、昼のJNNニュースのネット開始で全国ニュースを全日JNNに統一。「加盟局は他系列局のニュースをネットしないこと」というJNNの原則が加えられたことでこれ以上ANNへの加盟を継続することができなくなり、また、ニュース以外でのクロスネット継続もNETテレビの同意が得られず、最小限の番組を残して青森放送へ譲渡。入れ替わりに同局から開局後も移行されなかったTBSテレビの番組が移行され、ニュース・一般番組ともクロスネットを解消しTBSテレビの単独系列局になる（ただし、フジ系列一部番組のゴールデンタイムでの番販ネットはこの時点で継続）。
- 1977年（昭和52年）4月1日 - 一部のフジテレビ系列番組が青森放送へ移行。
- 1991年（平成3年）10月1日 - 青森朝日放送開局により、残っていた一部のテレビ朝日系列番組がABAへ移行。

## 1970年4月の番組編成
- ニュース
  - 朝 - 7:00、夕、18:30、夜  - 20:56、23:00 - TBS系列（JNN）
  - 昼 - 11:45、夜 - 21:55 - NET系列（ANN）
- ゴールデンタイム、プライムタイムの編成
  - 月曜19時台、21時 - 23時 - TBS系列、20時台 - NET（NETワールドプロレスリング）
  - 火曜19時 - 21時、22時台 - TBS、　21時台 - NET（鬼平犯科帳）
  - 水曜19時 - 23時 - NET
  - 木曜19時台前半、22時台 - NET、19時台後半 - 22時 - TBS
  - 金曜19時 - 23時 - TBS
  - 土曜19時台 - TBS、20時台 - NET（素浪人 花山大吉）
- TBS系列の番組がメインでNET系列の番組がところどころに組まれていた。

## デジタル放送の送信所開設
- 2006年（平成18年）7月1日：6時30分から青森本局（親局）において本放送開始[注 14]。
- 2007年（平成19年）8月1日：八戸・上北両デジタル中継局開局。
- 2008年（平成20年）
  - 11月10日：大鰐・深浦・大戸瀬・風合瀬・岩崎の各デジタル中継局開局。
  - 12月18日：むつデジタル中継局開局
- 2009年（平成21年）
  - 10月30日：西十和田・大畑の両デジタル中継局開局
  - 11月11日：東十和田デジタル中継局開局
  - 12月21日：大間デジタル中継局開局。
  - 12月25日：三戸南部・浅虫・小泊・今別・佐井の各デジタル中継局開局。
- 2010年（平成22年）
  - 1月15日：十和田湖・木野部両デジタル中継局開局。
  - 1月22日：平内山口・平内内童子・平内外童子の各デジタル中継局開局。
  - 2月15日：大鰐虹貝デジタル中継局開局。
  - 8月30日：深浦追良瀬デジタル中継局開局。
  - 9月24日：三戸南郷デジタル中継局開局。
  - 9月30日：鰺ヶ沢中村・鰺ヶ沢赤石両デジタル中継局開局。
  - 10月4日：袰部デジタル中継局開局。
  - 10月18日:深浦長慶平デジタル中継局開局。
  - 11月15日：竜飛帯島デジタル中継局開局。
  - 11月29日:片貝・道仏・西津軽舞戸・津軽上小国の各デジタル中継局開局。
  - 12月9日：鰺ヶ沢一ツ森デジタル中継局開局。
  - 12月13日：七戸デジタル中継局開局。
  - 12月20日：津軽小国・中里今泉・深浦舮作・竜飛宇鉄の各デジタル中継局開局。
- 2011年（平成23年）
  - 11月14日：細越デジタル中継局開局。
  - 12月7日：脇野沢デジタル中継局開局。
- 2012年（平成24年）12月1日：久栗坂デジタル中継局開局。

## 情報カメラ設置ポイント
青森本社カメラは2009年（平成21年）12月9日、八戸・弘前カメラは2010年（平成22年）10月8日の放送から、青森空港カメラも現在はHD化されている。
- 青森市
  - ATV本社屋上 - 在青テレビ局の本局カメラでのHD化は最後である。
  - 青森空港（空港ビル屋上）
- 八戸市（八戸港、八戸水産会館屋上） - 2022年（令和4年）より。在青テレビ局全局が同じ場所に設置している（当局が最後発）。
  - 以前は八幡漁業ビル屋上に設置していた。2011年（平成23年）3月11日 - 22日頃まで東北地方太平洋沖地震（東日本大震災）による停電の影響で情報カメラからの中継が停止していた。なお、八戸水産会館に設置していた他3局は地震発生・津波襲来時も情報カメラは稼動していたため、全国放送の生中継でその様子を伝えることができたが、当局はそれができなかった。
- 弘前市（弘前公園、陸奥新報社本社ビル屋上） 
  - 以前はMAC弘前コート（マンション）屋上に設置していた。

## 現在放送中の番組

### 自社制作番組
- わっち!!（月曜 - 金曜 16:25 - 18:56）
  - わっち‼NEWS（わっち!!内：月曜 - 金曜 18:15 - 18:56）
- ATV天気予報
- 広報はちのへ（毎月第1・第3土曜 9:25 - 9:30）
- いきいき健やかTV（日曜 6:15 - 6:30）
- テレビ診察室（日曜 6:30 - 6:45）
- いい★ふる-いいふるさといい話みつけた-（毎月第4土曜 10:45 - 11:15）
  - 青森県の広報番組

以下は支社・支局制作番組
- スポット弘前（不定期放送、弘前支社 制作） 
  - 弘前市の広報番組で、青森放送と青森朝日放送との持ち回りで制作。

### ブロックネット番組
北東北3県ネット
- F&P快適住宅見学隊 （不定期放送、テレビ岩手制作）[注 15]

### TBS系列遅れネット番組
制作局の表記のない番組はTBSテレビ制作。
- ふわり愛（火曜 1:55 - 2:25（月曜深夜）、山陰放送幹事）
- KAT-TUNの食宝ゲッットゥーン（木曜 1:25 - 1:55（水曜深夜））
- サンドのぼんやり〜ぬTV（土曜 11:15 - 11:45、東北放送制作）
- ヒロシのぼっちキャンプ（日曜 1:28 - 1:58（土曜深夜）、BS-TBS制作）
- 皇室アルバム（日曜 5:00 - 5:15、毎日放送制作）
- バナナマンの早起きせっかくグルメ!!（日曜 5:30 - 6:15）

### 他系列番組

#### フジテレビ系列
- 全力!脱力タイムズ（水曜 0:55 - 1:35（火曜深夜））
- かのサンド（土曜 9:30 - 10:45）
- ホンマでっか!?TV（土曜 15:00 - 15:55）
- サザエさん（土曜 17:00 - 17:30）
- 釣りごろつられごろ（日曜 5:15 - 5:30、テレビ新広島制作）
- 奇跡体験!アンビリバボー（日曜 12:54 - 13:54）
- みんなのKEIBA（不定期日曜 15:00 - 16:00）[注 16][注 17]
- 世界の何だコレ!?ミステリー（不定期放送）
- カスペ（不定期放送、一部の番組はABAで放送）
- 土曜プレミアム（不定期放送、一部の番組はABAで放送）
- 東日本女子駅伝（毎年11月第2日曜深夜、福島テレビ制作）[注 18][注 19]

このほか、フジテレビ（月9枠・木10枠）・関西テレビ（月10枠）・東海テレビ（土ドラ）制作の連続ドラマが深夜のドラマパーク（月曜・水曜 23:56 - 翌0:55） で放送されることがある。

#### テレビ東京系列
- 季節のない街（金曜 0:56 - 1:26（木曜深夜））
- 出川哲朗の充電させてもらえませんか?（土曜 12:00 - 12:54）
- 昼めし旅 〜あなたのご飯見せてください!〜（不定期放送）
- 日曜ビッグバラエティ（不定期放送、一部の番組はRABで放送）
- 水バラ（不定期放送、一部の番組はABAで放送）

このほか、テレビ東京（水曜ミステリー9・月曜プレミア8）制作のドラマが深夜のドラマパーク（月曜・水曜 23:56 - 翌0:55） で放送されることがある。

### その他
- Music B.B.（水曜 1:35 - 2:05（火曜深夜）、ark music制作）
- ドシラソファミレオン♪（金曜 1:29 - 1:59（木曜深夜）、チバテレ制作）
- ライフ・ライン（土曜 5:00 - 5:30、太平洋放送協会制作）
- ザ・カセットテープ・ミュージック（月曜 0:50 - 1:20（日曜深夜）、BS12制作）

## 過去に放送した番組

### 自社制作番組
- ニュースジョッキー・天気（1969年12月1日 - 1971年7月2日）[16]
- ATVホームミラー（1970年11月 - 1987年10月2日）[注 22]
  - 「-ウィークエンド90分」は、1991年3月29日まで放送[17]。
- うまかナイト
- ATVニュース&天気
- あおもりWakuWakuゼミナール
- こちら長島一丁目[注 23]
- 忘れじの小学校 - 以前は、レトロテレビ（ATVホームページ内） で、動画視聴が可能だった。
- らくてんスタジオ（1999年8月6日 - 2005年3月25日）
- いちじまえ
- トーク笑・なまるが勝ち（1988年 - 2006年9月24日）
- みらい（2006年9月16日 - 2007年1月20日）
- 正直先生のエネルギー講座
- いただキッズ※HV
- はちのへパラボラチャンネル〜県南情報バラエティ〜（八戸支社 制作）
- バック・トゥ・ザ・デイズ（2009年6月 - 11月）※HV
- 真奈ティのこだわらナイト（弘前支社制作、2009年5月7日 - 2009年9月24日）
- 真奈ティののみともナイト（弘前支社制作、2009年11月5日 - 2010年3月28日）
- 真奈ティのこだわリング（弘前支社制作、2010年5月7日 - 2010年9月24日）
  - 真奈ティこと若杉真奈美が2010年11月25日に医師法違反で逮捕[18]されたため、「…こだわリング」をもって、事実上真奈ティシリーズは打ち切られた。
- ATVニュースロータリー※HV
- いいでば!英語塾（2006年8月 - 2010年3月27日）※HV
- 青森の!そこが知りたい（2007年1月 - 2010年3月）※HV
- 青い森の国から - 東京支社 制作
- THE!KACHI-MORI〜サードシーズン〜
- 青森市からのお知らせ（ - 2013年3月）
- この人に（ - 2014年3月）
- 森の雫（ - 2014年3月16日）
- じしゃばん（2005年4月2日 - 2014年9月19日）
- 八戸発!みなとの未来（2013年10月 - 2014年8月）
- おしゃべりハウス（1991年 - 2015年3月27日）
- ATVニュースワイド（1976年3月29日 - 2015年4月3日）
- あおもり米Mori-Mori Kitchen
- ぱちんこスロットバラエティー・ぱちロケ!!
- おしゃべりーの! 日曜指南役
- じんじんcafé
- かい決!ふしぎ捜査隊（不定期放送）
- ちゅ～ぶらりん
- 金曜マルシェ（2015年4月3日 - 2020年3月27日）
- ワンダフルナビゲーション〜ワンナビ〜[注 24]
- わっち!!cafe

### TBS系列ローカルセールス
- ごぶごぶ（毎日放送制作、途中打ち切り）
- 魔法少女サイト→ハイスコアガール→色づく世界の明日から→ドメスティックな彼女（いずれも毎日放送制作、『ハイスコアガール』のみ正確にはUHFアニメ）
- ドラマイズム・賭ケグルイ season2（毎日放送制作）
- 住人十色（毎日放送制作、途中打ち切り）
- よしもと新喜劇（毎日放送制作、途中打ち切り）
- ジンギス談!（北海道放送制作、途中打ち切り）
- 東京リベンジャーズ聖夜決戦編（毎日放送制作）
- アインシュタインの愛シタイン（毎日放送制作）

### ブロックネット番組
- 今、きらめいて （仙台放送制作、フジテレビ系列東北・新潟ブロックで放送）[注 25]
- ぼくらの時代（仙台放送制作、フジテレビ系列東北・新潟ブロックで放送）
- 情熱エンジン（仙台放送制作、フジテレビ系列東北・新潟ブロックで放送）
- クボタ民謡お国めぐり（秋田テレビ制作）[注 26]

### 他系列の番組
★印は同時ネット

#### フジテレビ系列
- 銭形平次（大川橋蔵、1974年9月までは青森放送で放送）
- 銭形平次（北大路欣也、平日14時台の時代劇再放送枠にて放送。一部のスペシャル版は未放映。）
- 影の軍団シリーズ（関西テレビ制作）
- 平岩弓枝ドラマシリーズ
- 大空港
- スケバン刑事シリーズ
- 翔んだカップル
- セーラー服と機関銃（原田知世） → ねらわれた学園
- 月曜ドラマランド （一部の作品のみ放送）
- フジテレビ月曜9時枠の連続ドラマ（火曜 19:00から遅れネット→火曜 20:00→土曜 13:00→平日 13:55）
- やっぱり猫が好き （木曜 24:20 - 24:50、第二シリーズ（ゴールデン枠）は未放送。）
- 子供、ほしいね（木曜 25:15 - 25:45）
- 東京リトル・ラブ ※ HV
- スペクトルマン：木曜 17:00 - 17:30[19]
- タイムボカンシリーズ（読売テレビ（日テレ系）製作の『…24』は、青森放送で放送。）
- 一球さん：木曜 17:30 - 18:00
- 大空魔竜ガイキング → ジェッターマルス → アローエンブレム グランプリの鷹 → 銀河鉄道999 → 新竹取物語 1000年女王 → パタリロ! → スペースコブラ → ベムベムハンターこてんぐテン丸
- らんぽう（本放送終了後、1988年頃に日曜 6:00 - 6:30に放映[20]）
- ぼくパタリロ! → ストップ!! ひばりくん! → みゆき
- 惑星ロボ ダンガードA（第42話より放送開始） → SF西遊記スタージンガー → おじゃまんが山田くん → さすがの猿飛 → Gu-Guガンモ → タッチ → 陽あたり良好!（1982年秋の日テレ実写版ドラマは青森放送で放送[21]） → キテレツ大百科（途中打ち切り）
- 北斗の拳 → 北斗の拳2 → 魁!!男塾
- ドラゴンクエスト（後に青森放送で再放送）
- アストロボーイ・鉄腕アトム
- のだめカンタービレ（アニメ版）※HD[注 27]
- パンチDEデート（木曜 19:00 - 、関西テレビ制作。なお、フジテレビ系列で放送枠上の前番組である『映像クイズ!知ッテレQ』までは青森放送で放送。）
- 三枝の愛ラブ!爆笑クリニック （関西テレビ制作）
- 欽ちゃんのドンとやってみよう!
- 欽ドン!良い子悪い子普通の子
- アイアイゲーム→TVプレイバック→クイズ!早くイッてよ→新伍&紳助のあぶない話（関西テレビ制作）→カルトQ
- 火曜ワイドスペシャル（ただし、青森テレビでは土曜ワイドスペシャルに改題し土曜 12:30からの放送。ただし、120分版は放送されなかった。）
- オレたちひょうきん族（一時期、前述の土曜ワイドスペシャルに続き土曜 14:00からの放送。後期は火曜 19:00から）
- 志村けんのだいじょうぶだぁ
- 志村けんのだいじょうぶだぁII → 志村屋です。
- 志村けんのオレがナニしたのヨ?（途中打ち切り）
- 志村劇場
- 志村だヨ!
- 志村笑!
- 志村座
- 志村の時間
- 志村の夜
- 志村でナイト（途中打ち切り）
- 志村友達
- ダウンタウンのごっつええ感じ
- たけしのここだけの話（関西テレビ制作）
- 北野ファンクラブ
- 名探偵・山田花子
- 明石家マンション物語
- サタ☆スマ →デリバリー・スマップ デリ!スマ
- ボキャブラ天国（『タモリのSuperボキャブラ天国』以降の放送。初期の『タモリのボキャブラ天国』は青森放送で放送）
- 笑う犬の冒険 → 笑う犬の発見 → 笑う犬の情熱 → 笑う犬の太陽
- あっぱれさんま大先生
- さんま大先生が行く!
- あっぱれ!!さんま大教授
- あいのり
- 桑田佳祐の音楽寅さん 〜MUSIC TIGER〜
- JAPANロッケフェスティバル
- メントレG
- VVV6
- 水10!（途中打ち切り）
- 脳内エステ IQサプリ
- ジャンクSPORTS（途中打ち切り）
- 爆笑レッドカーペット ※HV
- ザ・スリーシアター→爆笑レッドシアター（不定期放送）
- 熱血!平成教育学院 ※HV
- くいしん坊!万才
  - 1990年代前期まで週1回<日曜 18:55から5分間>放送[注 28] なお、途中で青森放送から移行。青森放送では、木曜 10:35の放送だった[22]。
- おばあちゃんのおごっつぉ（東海テレビ 制作）
- スーパー競馬（2001年5月27日の『第68回日本ダービー』開催日からネット開始[23]） → みんなのケイバ （みんなのKEIBAと同様、不定期放送）
- プロ野球日本選手権シリーズ中継（主に土日のデーゲーム開催時代、スポンサードネット）
- 大阪国際女子マラソン（関西テレビ制作・開始時期不明 - 2004年（平成16年）まで・一部スポンサードネット[注 29]）
- 三菱ギャラントーナメントゴルフ → 三菱自動車トーナメント（関西テレビ制作・開始時期不明 - 2000年（平成12年）まで・完全スポンサードネット、以前はRABで放送）
  - 当時の冠スポンサーだった三菱自動車工業からの要請で放送されたが、最終日に関してはJNN協定が適用される『JNNニュースの森』を放送する関係で17時30分で飛び降りた。そのため、最終日のEDの提供読みに関しては青森テレビが行った（青森テレビ以外のネット局では本来の終了時間である17時35分で終了した）。また、2000年の最終日ではJNN協定の関係[注 30]で深夜に放送されたが、2001年以降はネットしていない。
- テレビ寺子屋（テレビ静岡 制作・1995年10月1日打ち切り[注 31]）
- ぱじゃま倶楽部（鹿児島テレビ[注 32] 制作・木曜 23:50 - 24:20・1989年4月6日ネット開始[24] - 1991年3月28日に打ち切り[25]。この番組放送のため、1989年10月開始の「NEWS23」が、木曜のみ1部で終了していた。）
- ほこ×たて
- 人志松本の○○な話
- 5LDK
- キカナイトF
- はねるのトびら
- 世界行ってみたらホントはこんなトコだった!?
- TOKIOカケル（途中打ち切り）
- 〜あらゆる世界を見学せよ〜潜入!リアルスコープ[注 33]
- 志村軒
- HEY!HEY!HEY! MUSIC CHAMP
- ヌメロン
- F1グランプリ（途中打ち切り）
- クイズ・ソモサン・セッパ!
- 森田一義アワー 笑っていいとも!（1983年10月3日よりネット開始、平日夕方に時差ネット）
- VS嵐
- VS魂
- 木7◎×部
- 全国高等学校バレーボール選抜優勝大会（春高バレー） - 1980年代に青森放送に移行。なお、当局では、青森県代表校以外の試合も放送していた。
- ジャネーノ!?
- ワオ
- バナナマンの決断までのカウントダウン
- ひろいきの
- 日本語探Qバラエティ クイズ!それマジ!?ニッポン
- ハニーハニーのすてきな冒険
- フジテレビ水曜10時枠の連続ドラマ（第3期まで、第4期はABAで不定期放送）
- 川島隆太教授のテレビいきいき脳体操（仙台放送制作・2016年3月打ち切り、番組自体は継続中）
- ONE PIECE（2017年9月打ち切り、番組自体は継続中）
- ボクらの時代（途中打ち切り、番組自体は継続中）
- 痛快TV スカッとジャパン
- 林修のニッポンドリル（途中打ち切り）
- ネプリーグ（2022年9月打ち切り、番組自体は継続中）
- あしたの内村!!（2022年9月打ち切り）
- さんまのお笑い向上委員会（途中打ち切り、番組自体は継続中）
- ワイドナショー（土曜 9:30 - 10:45、2025年1月25日で打ち切り）
- 志村けんのバカ殿様（イザワオフィス制作）
- お笑い芸人歌がうまい王座決定戦スペシャル
- やりかた大図鑑
- 爆買い☆スター恩返し（途中打ち切り）
- 関ジャニ∞の あとはご自由に
- 鬼滅の刃シリーズ
  - 鬼滅の刃 無限列車編
  - 鬼滅の刃 遊郭編
  - 鬼滅の刃 刀鍛冶編

他多数

#### 東京12チャンネル→テレビ東京系列
- 大江戸捜査網（第3作、松方弘樹主演まで）
- プレイガール：水曜 23:30 - 24:30（1972年4月時点）[26] → 日曜 23:45 - 24:45（1972年7月時点）[27] → 月曜 23:30 - 24:30（1973年9月時点）[28]
  - プレイガールQ
- 女殺し屋 花笠お竜：月曜 23:30 - 24:30（1971年に放送）[29]
- 江戸川乱歩シリーズ 明智小五郎：月曜 14:00 - 14:56（1971年に放送）[29]
- おさな妻：木曜 14:00 - 14:56[30]
- ワンパク番外地：日曜 18:30 - 19:00[31]
- クイズ!地球まるかじり
- 絶品!地球まるかじり
- THE フィッシング（途中打ち切り、テレビ大阪制作）
- 開運!なんでも鑑定団（現在はABAで放送）
- クイズ赤恥青恥
- クイズところ変れば!?（途中からABAに移行）
- 愛ラブSMAP→愛LOVEジュニア
- 演歌の花道
- 大竹まことのただいま!PCランド
- にっぽんの歌（年忘れにっぽんの歌も元旦の未明 - 早朝に遅れ放送していた）
- TVチャンピオン
- TVチャンピオン2（2007年3月打ち切り）
- チャンピオンズ〜達人のワザが世界を救う〜
- 科学冒険隊タンサー5
- 伝説巨神イデオン
- 宇宙戦士バルディオス（劇場版公開に合わせ再放送、本放送は青森放送で実施）
- ジャングル大帝（第3作）
- 楽しいムーミン一家
- キャッ党忍伝てやんでえ
- NG騎士ラムネ&40
- 炎の闘球児 ドッジ弾平
- ミスター味っ子
- Get Ride! アムドライバー（2005年3月26日打ち切り）
- 甲虫王者ムシキング
- 銀魂（第2期以降は県内未放送）
- 六三四の剣
- 石橋勝のボランティア21（テレビ大阪制作）
- ペット大集合!ポチたま
- 料理の怪人
- 田舎に泊まろう!
- 太陽の牙ダグラム
- ドラマ24[注 34]
  - 嬢王
  - モテキ
  - まほろ駅前番外地
  - 勇者ヨシヒコと魔王の城
  - 勇者ヨシヒコと悪霊の鍵
  - みんな!エスパーだよ!
  - なぞの転校生
  - リバースエッジ 大川端探偵社
  - アオイホノオ
  - 玉川区役所 OF THE DEAD
- このマンガがすごい!
- 高橋名人の面白ランド
- 腹ペコ!なでしこグルメ旅
- にっぽん!いい旅 - 前身の「いい旅・夢気分」は、1987年9月26日をもってレギュラー放送終了[32]し、以後は単発扱いで放送していた。
- 妖怪ウォッチ（『シャドウサイド』以降は県内未放送）
- 出没!アド街ック天国（途中打ち切り、番組自体は継続中）
- 新幹線変形ロボ シンカリオンZ（第1期はTBS系番組として同時ネット、第3期は県内未放送）
- ヨソで言わんとい亭〜ココだけの話が聞ける（秘）料亭〜（途中打ち切り）
- 二軒目どうする?〜ツマミのハナシ〜（途中打ち切り、番組自体は継続中）
- ウルトラシリーズ（シリーズ自体は継続中）
  - ウルトラマンR/B
  - ウルトラマンタイガ
  - ウルトラマンZ
- ヒャッキン!〜世界で100円グッズを使ってみると?〜
- たけしのニッポンのミカタ!
- 日向坂で会いましょう（2021年3月打ち切り、番組自体は継続中）
- 飯尾和樹のずん喫茶（BSテレ東制作・2022年9月打ち切り、番組自体は継続中）
- レべチな人、見つけた
- SPY×FAMILYシリーズ
- SHAMAN KING FLOWERS（本放送終了後に放送、以前のシリーズは県内未放送）
- 忘却バッテリー

他多数

#### NETテレビ→テレビ朝日系列〈主に朝日放送の番組中心〉
1975年4月以降のNET・テレビ朝日制作番組は、一部例外を除き青森放送で放送することになる。
- 新婚さんいらっしゃい! （1973年4月1日[33]開始、ネットチェンジ後も、1977年3月27日まで当局で放送[注 35][34]し、青森放送へ移行後、ABA開局と同時に同局へ移行、朝日放送制作）●
- 必殺シリーズ （ネットチェンジ後もしばらく放送し青森放送へ移行後、ABA開局と同時に同局へ移行、朝日放送制作）
- プロポーズ大作戦（ネットチェンジ後に放送開始、朝日放送制作）
- 三枝の国盗りゲーム（朝日放送制作）
- 霊感ヤマカン第六感（朝日放送制作、途中で青森放送に移行）
- CLUB紳助（朝日放送制作）
- ハーイあっこです（朝日放送制作、火曜 16:30 - 17:00[35]、青森朝日放送の開局まで放送）
- 『機動戦士Ζガンダム』などの名古屋テレビ制作土曜夕方のアニメ枠
  - 『勇者エクスカイザー』まで放送して青森朝日放送へ移行[注 36]
- 部長刑事 - 腸捻転時代のTBS系だった朝日放送製作（1971年8月時点は火曜 18:00 - 18:30の放送[36] → 1972年5月時点は日曜 23:00 - 23:30に放送[31]）
- ど根性ガエル：月曜 18:00 - 18:30[37]。『新』と『実写版』（共に日本テレビ製作）は、青森放送で放送。
- 宇宙海賊キャプテンハーロック - 1975年4月以後に放送された数少ないテレビ朝日制作番組の一つ
  - ●印の番組は現在も放送中の番組。

ほか

##### ネットチェンジ前（事実上のクロスネット時代）に放送された番組
- 昼のANNニュース（月 - 日の全曜日ネット。ANNニュースライナーの前身・なお、この時間の枠自体は、当局⇒青森放送[注 37] ⇒ 青森朝日放送と移動した）
- 夜21時55分（22時前）のANNニュース（火曜・水曜・木曜のみのネット）
  - ※ これ以外の全国ニュースはTBSテレビからJNNのニュースを名目上「番販」扱いでネットしていた。
- ★モーニングショー（青森放送 →  当局 → 青森放送 → 青森朝日放送：青森放送移行（ネットチェンジ）時は、｢奈良和モーニングショー｣。）
- アフタヌーンショー（当局 → 青森放送。当局では桂小金治時代同時ネット、青森放送では時差ネット。なお、テレ朝正午の番組枠自体は、当局 → 青森放送 → 青森朝日放送と移動した。）
- クイズタイムショック（当局 → 青森放送、ただし初期〔田宮二郎司会時代の一時期〕のみ。なお、｢タイムショック21｣以降は、青森朝日放送でのネット。）
- ワールドプロレスリング（当局 → 青森放送 → 青森朝日放送。当局ではNETテレビ系時代のネット）
- 素浪人 花山大吉（青森放送から移動、サービス放送開始日からネット、1980年代の再放送も現在のドラマストリート枠で放送していた） → さむらい飛脚 → 人形左七捕物帳 → ターゲットメン → 冠婚葬祭屋 → うなぎのぼり鯉のぼり
- 鬼平犯科帳 → ★大忠臣蔵[36] → ★荒野の素浪人（第1シリーズ）[38] → 荒野の用心棒 → 荒野の素浪人（第2シリーズ）
- 天を斬る
- 燃えよ剣 → 宮本武蔵
- ★新・番頭はんと丁稚どん（毎日放送制作、腸捻転時代）[26]
- 新・鬼平犯科帳 → 世なおし奉行
- 遠山の金さん捕物帳（中村梅之助）：土曜 16:45 - 17:40[39]
- ご存知遠山の金さん（市川段四郎）
  - 「金さん」シリーズ自体は、RABからABAと移動した。
- 新書太閤記
- 出雲の阿国
- 軍兵衛目安箱 → 半七捕物帳（平幹二朗）
- 地獄の辰捕物控 → 非情のライセンス（第1シリーズ） → ザ・ボディーガード → 非情のライセンス（第2シリーズ）
- 旗本退屈男 → 次郎長三国志
- 素浪人 天下太平
- 夫よ男よ強くなれ
- ★特別機動捜査隊[26]（当局 → 青森放送）
- 白い十字架
- 五番目の刑事
- 男一番タメゴロー
- 明日のしあわせ
- すいーとぽてと（第16話より「大学いも物語」と改題）[19]
- 長谷川伸シリーズ
- おかしなおかしなお医者さま
- 女・その愛のシリーズ
- たそがれに愛をこめて
- ちょっとしあわせ
- 氾濫
- 花と竜
- レモンスカッシュ4対4
- 頑張れかあちゃん → 泣かないでかあちゃん
- 笑う大家族
- めしはまだか → 天まであがれ
- ボナンザ
- ラレード
- 保安官ニコルス
- 警部・ダン・オーガスト
- サイボーグ危機一髪
- それ行けスマート
- ポーラ名作劇場
  - しがらき物語
  - むかしもいまも
  - 見知らぬ橋
  - 彩の女
- ナショナルゴールデン劇場
  - 北条政子
  - だいこんの花
  - 新・だいこんの花
  - にんじんの詩
  - じゃがいも
  - ねぎぼうずの唄
  - レインボーシリーズ
- 続・氷点：水曜 14:00 - 14:56[26]
- 打ち込め! 青春：水曜 15:00 - 15:56[26]
- 太陽の恋人：水曜 16:00 - 16:56[26]
- ★さすらいの狼[26]
- もーれつア太郎（第一作）[40]
- 愛の戦士レインボーマン：水曜 19:00 - 19:30[41] → ダイヤモンド・アイ → 電撃!! ストラダ5
- 緊急指令10-4・10-10[42] → どっこい大作[43]：水曜 16:52 - 17:22
- 変身忍者 嵐：土曜 18:00 - 18:30[44]
- ★人造人間キカイダー[45] → ★キカイダー01[46]
- ジャンボーグA（水曜放送時期は同時ネット）[47]
- イナズマン → イナズマンF
- がんばれ!! ロボコン：水曜 19:00 - 19:30（1975年3月まで。4月に青森放送に移行）[48]
- 空手バカ一代
- はーい!アグネス
- ★アパッチ野球軍[49]
- 魔法使いチャッピー：金曜 17:00 - 17:30[50]
- バビル2世：金曜 17:00 - 17:30[51]（第一作）
- ミラクル少女リミットちゃん
- 魔女っ子メグちゃん：月曜 18:00 - 18:30[52]
- ★デビルマン[45]　→　★ミクロイドS[53] → キューティーハニー
- エースをねらえ!（アニメ第一作。2004年のテレビドラマは青森朝日放送で放送）
- ジムボタン：木曜 18:00 - 18:30[54]
- あそびましょうパンポロリン
- かわいい魔女ジニー
- ディズニーぱれーど
- ★大正テレビ寄席[55]
- デン助劇場[56]
- ウォー!コント55号
- スパルタ!55号 → コント55号笑ってたまるか
- ゲームテレパシー
- びっくり大ショック
- 爆笑エレベーター
- お笑い17番
- 女子プロチャレンジゴルフ
- ショーアップゴルフ
- ジャンボ尾崎のチャレンジゴルフ
- チャレンジレディスボール
- 演歌の歌謡道場
- 象印スターものまね大合戦（ネットチェンジで青森放送へ移行）
- にっぽんの歌
- スターライトミージュク
- 土曜ショー
- 土曜奥様ショー
- 土曜ゴールデンプレゼント
- 秘境の旅
- われら世界にいきる
- 1000万人のつり
- 140万人の広場
- 真珠の小箱（毎日放送制作・ネットチェンジでRABから移行）
- 野生の王国（毎日放送制作・青森放送からNET系時代に移行、ネットチェンジ後もTBS系列番組として継続）
- ビッグスポーツ

#### その他
- 中央競馬ワイド中継[注 38]
- とんとんみーの冒険（アームズ制作）[注 39]
- 清水圭の気楽に行こうぜ（2000年代に『サザエさん』が休止した場合の代替番組として放送された）
- ザ・ウルトラシェフシリーズシリーズ（LaLa TV制作、再放送）
- 内村さまぁ〜ず
- 舞の海のぐるぐるグルメ紀行 （不定期、JIC・旅チャンネル制作）
- 韓流フォンデュ（不定期、TOKYO MX 制作）
- お伊勢さん（三重テレビ制作）
- 戦国鍋TV 〜なんとなく歴史が学べる映像〜（tvk制作）
- トゥルルさまぁ〜ず
- MUSIC LAUNCHER
- モンキーパーマ（東名阪ネット6加盟局、5いっしょ3ちゃんねる加盟局、岡山放送、ひかりTV共同制作）
- SSSS.GRIDMAN（毎日放送・BS11制作）
- ニュース女子（DHCテレビ制作）
- ごはんかいじゅうパップ（TOKYO MX制作）
- NGT48のにいがったフレンド!（テレビ新潟制作）[注 40]
- 鬼滅の刃（フジテレビ系列で放送された特別編集版を放送）
- NON STYLE井上のバズらせJAPAN

#### 過去の異例ネット
- 青森テレビがNET系列だった1975年（昭和50年）3月30日以前も、一部のNET系番組は、青森放送にネットされていた。
- 「ウィークエンダー」（1975年（昭和50年）春 - 1984年（昭和59年）春　日本テレビ系列）は、青森放送ではなく、当局で放送された。放送時間が月曜深夜だったため、「テレビ三面記事」と改題した[注 41]上で、1977年（昭和52年）10月17日[57]から放送。2005年（平成17年）と2006年（平成18年）の大晦日復活特番は本来のネット局である青森放送で放送された。
- ミヤギテレビ（MMT）が制作し、東北・新潟の日本テレビ系列にネットされる東北電力提供の番組（『白い国紀行』・『伊東四朗のOH!千客万来』・『笑顔TOえがお』（1989年（平成元年）4月 - 1995年（平成7年）3月）[注 42]）[注 43]も本来ならば青森放送でネットされるはずだったが、青森放送の東北電力提供番組は仙台放送制作の「新サンデートーク」や「今、きらめいて」が放送されていたのとRABのフルネット化後もスポンサー契約の都合上、青森では当局にネットされていた。『今・きらめいて』は放送途中で当局に移行し、ミヤギテレビのブロックネット番組は『ネットワーク・7』から青森放送に移行した。
- 日本テレビ系列で放送されたトランスフォーマーシリーズ（1作目からV）やビッグイベントゴルフも青森放送ではなく当局で放送されていた。
- よみうりテレビ製作の｢遠くへ行きたい｣は、1970年代の一時期から1980年代初期まで本来のネット局である青森放送ではなく、当局がネットしていた[58]。その後本来のネット局である青森放送でのネットに戻った。

## アナウンサー
出典：

### 現職アナウンサー

#### 男性
- 2011年 今泉清保（報道部記者として『ATVニュースワイド』メインキャスターを担当。2019年4月よりATVアナウンス部に異動。元・福岡放送アナウンサー・フリーアナウンサー）
- 2013年 河村庸市
- 2024年 新井宇輝

#### 女性
- 2019年 小野寺紀帆（元エフエム徳島パーソナリティー）
- 2022年 市川麻耶
- 2023年 白川舞、俵谷理瑶
- 2025年 齋藤帆野花

### 異動・退職したアナウンサー

#### 男性
- 1969年 
  - 竹内博嗣（元青森放送、ATVの記念すべき第一声を担当した。また、「ATVニュースワイド」初代メインキャスター[放送開始 - 1978年3月31日まで担当]）
- 1974年 
  - 川口浩一（ - 2011年12月定年退職。2016年再雇用終了。ただし、フリーとして、青森テレビの番組には引き続き出演する）
- 1976年
  - 工藤全道（「ATVニュースワイド」3代目メインキャスター[1990年4月 - 1998年3月まで担当]、2010年4月より仙台支局長）
  - 高橋英彦（ - 1982年、地元局のエフエム仙台を経て、現：フリー）
- 1987年 
  - 津田禎（1990年代は報道部に在籍、2002年アナウンサーに復帰、2024年退職）
- 1988年 
  - 竹下秀樹（現：放送運行部）
- 1995年 
  - 鎌田裕一[60]（現：報道制作局次長）
- 1998年 
  - 小浜英博（ - 2004年3月、現：SUN-TV報道記者）
- 2003年 
  - 横田光幸（ - 2008年6月、テレビ信州を経て、現：フリー）
- 2006年 
  - 小川功二（ - 2011年3月、地元局の新潟テレビ21を経て、2014年から2025年まで長野放送アナウンサー）
- 2008年 
  - 小林祐太（ - 2010年）
- 2010年 
  - 郷間翔（ - 2012年）
- 2015年 
  - 髙山基彦（ - 2024年3月、現：静岡第一テレビアナウンサー）
- 2017年 
  - 板垣真太朗（ - 2018年12月）
- 2020年 
  - 狩股直輝（ - 2022年9月）
- 小野道洋
- 工藤敏幸（「ATVニュースワイド」開始当初の木・金曜を担当）
- 江坂文男（「ATVニュースワイド」2代目メインキャスター[1978年4月3日 - 1990年3月まで担当]）

#### 女性
- 1982年
  - 鳴海真奈美（結婚退職後、「吉田真奈美」でエフエムしみず番組契約パーソナリティ→夫の転勤のため退職。NHK青森放送局での勤務経験もあった。なお、夫は、NHKアナウンサーの吉田一之）
- 1986年
  - 遠田恵子（フリーアナウンサー、アナウンスハウス 所属、元NHKラジオ第1放送『ラジオあさいちばん』パーソナリティ・元NHKラジオディレクター）
- 1987年 
  - 福士珠美（ - 2020年、あおもり藍ブルーリンクプロジェクト代表・2025年から参議院議員）
- 1991年
  - 稲葉繭子（ - 2004年、ディレクターとして｢いいでば!英語塾｣の制作に携わっていた。現：総合戦略局次長）
  - 藤原加奈代（現：報道制作部）
- 1994年 
  - 野島直子
- 1995年 
  - 鎌田光（現：本社営業部）
- 1997年 
  - 大平陽子
  - 山口亜紀
- 1999年 
  - 寺田早輪子（ - 2004年、仙台放送を経て、現：フリー）
- 2000年 
  - 大沼理沙（ - 2002年、蒼井里紗に改名・俳協所属）
  - 川越こず恵（ - 2003年）
  - 高橋薫（ - 2003年）
- 2001年 
  - 森藤恵美
- 2002年 
  - 田中珠紀（元福島中央テレビ、現：青森朝日放送）
  - 田中栄子（ - 2008年3月）
- 2003年 
  - 竹内夕己美（ - 2007年3月、元：WOWOWアナウンサー）
- 2004年 
  - 中村藍（ - 2005年8月）
- 2005年 
  - 広川明美（ - 2006年6月、元：地元局のNST新潟総合テレビアナウンサー）
  - 安藤あや菜（ - 2009年5月）
  - 駒井亜由美（ - 2018年4月、フリーを経て、現：地元局の千葉テレビ放送アナウンサー）
- 2007年 
  - 池田麻美（現：営業局営業戦略部）
  - 橋口侑佳（ - 2008年12月、現：フリー）
- 2008年 
  - 斉藤彩（ - 2012年3月）
- 2009年 
  - 石原愛美（ - 2010年12月）
  - 加藤由里子（ - 2015年6月）
- 2011年 
  - 井手麻実（ - 2016年12月、現：地元局の湘南ケーブルネットワークキャスター）
  - 佐藤香（ - 2024年3月）
- 2013年 
  - 小島祐希（ - 2017年3月）
- 2016年 
  - 五月女舞香（ - 2022年9月）
- 2017年 
  - 近藤志生里（ - 2022年12月、現：TBSスパークル所属）
- 2019年 
  - 新名真愛（ - 2023年3月、現：TBSスパークル所属）
- 2022年 
  - 町田満彩智（ - 2023年3月）
- 宇津宮睦
- 及川羊子（1980年代にザ・ベストテンの初代ATV担当追っかけウーマンとして出演）
- 小田桐登紀子 （「ATVニュースワイド」の初代女性キャスター）
- 鎌田昌子（入社前、TBSテレビの「ワンツージャンプ」にアシスタントとして出演）
- 小林文子（1980年代にザ・ベストテンの2代ATV担当追っかけウーマンとして出演）
- 今真理
- 坂本睦子（退職後、エフエム青森に在籍）
- 波佐間幸絵
- 山本有嘉子

## アナウンサー以外の人物
- 岸波香桜（元記者、2018年4月 - 2019年9月、現：千葉テレビ放送（チバテレ）アナウンサー）
- 工藤遥（元記者、2018年4月 - 2019年、同年から2025年まで福井放送アナウンサー）
- 千葉美佳 - 「おしゃべりハウス」（2015年3月終了）曜日レギュラーで、現在は「テレビ診察室」（日曜日 6:30 - 6:45）MC。

## チャンネル

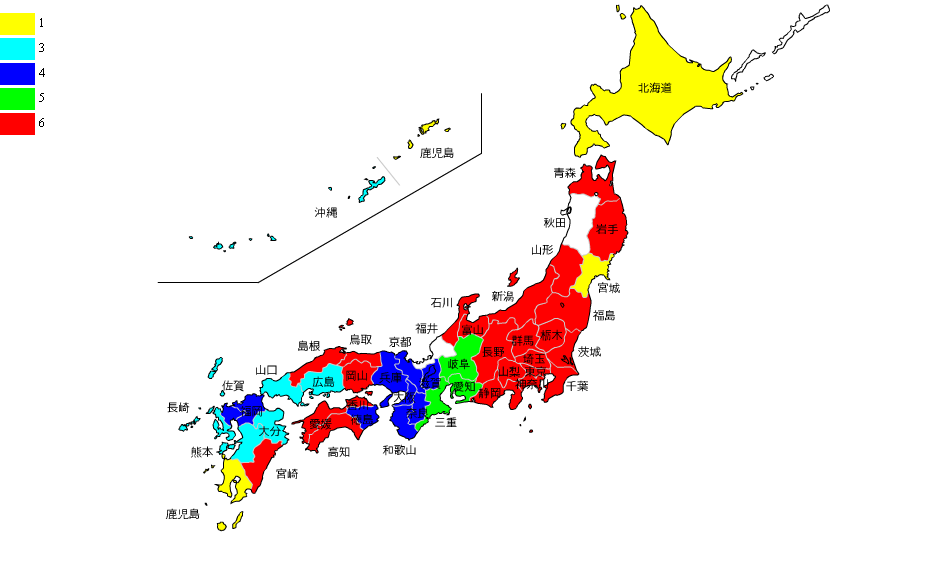
JNN系列のリモコンキーID地図

### 青森本局
- 2006年（平成18年）7月1日6時30分（朝のJNNニュース）より地上デジタル放送及びワンセグが開始された。【RABやABAと同日】
  - 呼出符号JOAI-DTV・呼出名称青森テレビデジタルテレビジョン・物理チャンネル30ch（リモコンキーID：6）周波数575.142857 MHz・出力1kW（実行輻射電力7.1 kW）（馬ノ神山）
  - 送信所施設はデジタル放送単独であるがNHK青森放送局・青森放送・青森朝日放送と共用。

### 中継局
- 八戸：18ch 100W
- 上北：25ch 10W
- 深浦：25ch 3W
- 大鰐：19ch 3W
- 大戸瀬：25ch 300 mW
- 風合瀬：30ch 1W
- 岩崎：45ch 1W
- むつ：45ch 10W
- 西十和田：18ch 300 mW
- 大畑：30ch 300 mW
- 東十和田：52ch 1W
- 大間：26ch 1W
- 三戸南部：18ch 1W
- 浅虫：40ch 50 mW
- 今別：30ch 1W
- 小泊：18ch 300 mW
- 佐井：48ch 300 mW
- 十和田湖：18ch 1W
- 木野部：30ch 100 mW
- 平内山口：19ch 50 mW
- 平内外童子：19ch 50 mW
- 平内内童子：19ch 50 mW
- 大鰐虹貝：45ch 50 mW
- 深浦追良瀬：45ch 10 mW
- 鰺ヶ沢中村：18ch 1W
- 鰺ヶ沢赤石：41ch 1W
- 三戸南郷：45ch 100 mW
- 袰部：50ch 50 mW
- 深浦長慶平：30ch 50 mW
- 竜飛帯島：26ch 50 mW
- 片貝：44ch 10 mW
- 西津軽舞戸：30ch 10 mW
- 道仏：52ch 1W ※デジタル新局
- 津軽上小国 18ch 50 mW
- 鰺ヶ沢一ツ森：33ch 50 mW
- 白糠：30ch 3W ※デジタル新局
- 田子：45ch 3W
- 津軽小国：18ch
- 七戸：52ch 50 mW
- 中里今泉：18ch 50 mW
- 深浦舮作：45ch 50 mW
- 竜飛宇鉄：26ch 10 mW
- 細越：50ch 50 mW ●テレビ放送デジタル完全移行後の開局
- 脇野沢：44ch 50 mW ●テレビ放送デジタル完全移行後の開局
- 久栗坂：42ch 50 mW 一旦アナログ中継局が廃局となったが、事実上の再開となる。
  - 五戸町の五戸局には本局のアナログ中継局しか置かれていなかったが、町内の全世帯が五戸町ケーブルテレビに加入することになり、当初デジタル局を置局する予定でいたが[2011年（平成23年）4月からのケーブル送信に変更され、デジタル局は置局されないこととなった。
  - なお、五所川原市と大間町には、｢ギャップフィラー｣方式のデジタル中継局が開局した。

### 再放送
秋田県ではJNN系列のテレビ局が存在しないため、青森県のテレビ局のうち当局だけ区域外の再放送（再送信）を行っている。
- 大館ケーブルテレビ（秋田県大館市）

### アナログ
※ 2011年（平成23年）7月24日時点

#### 青森本局
- 呼出符号JOAI-TV（馬ノ神山、エフエム青森・青森朝日放送と送信アンテナのみ、局舎はエフエム青森とそれぞれ共有[注 44]）：38ch 映像周波数621.25 MHz 出力10kW（最大実効輻射電力110kW） 音声周波数625.75 MHz 出力2.5 kW（最大実効輻射電力27kW）
- なお、テレビのリモコンでは｢2｣に設定される場合が多いが、「12」に設定される場合もあった。

#### 中継局
- 大戸瀬（大戸瀬崎）：20ch
- 深浦（八森山）：21ch　映像周波数519.25 MHz　出力30W　音声周波数523.75 MHz　出力7.5W
- 大鰐（手代森）：22ch　映像周波数525.25 MHz　出力30W　音声周波数529.75 MHz　出力7.5W
- 佐井：24ch
- 八戸（大びらき）：33ch　映像周波数591.24 MHz　出力1kW（最大実効輻射電力38kW）　音声周波数595.74 MHz　出力250W（最大実効輻射電力9.5 kW）
- 竜飛宇鉄：38ch
- 竜飛帯島（帯島）：39ch
- 七戸（倉越）：41ch
- 津軽上小国：41ch
- 津軽小国：42ch（垂直偏波）
- 風合瀬（鳥居崎）：42ch
- 三戸南部（玉掛）：42ch
- 東通入口：43ch
- 十和田湖（休屋）：43ch
- 片貝：47ch
- 平内内童子：47ch
- 平内外童子：47ch
- 平内山口：47ch
- 東十和田：48ch
- 大畑：50ch
- 小泊（三角山）：50ch　映像周波数693.24 MHz　出力3W　音声周波数697.74 MHz　出力0.75W
- 鰺ヶ沢中村（天狗岩）：50ch（1994年（平成6年）頃まで56chで送信）
- 鰺ヶ沢一ツ森：53ch
- 西津軽舞戸（舞戸）：54ch
- 三戸南郷：54ch
- 易国間：55ch（垂直偏波）
- 木野部：55ch（垂直偏波）
- 上北（烏帽子岳）：55ch　映像周波数723.26 MHz　出力100W（最大実行輻射電力5.4 kW）　音声周波数727.76 MHz　出力25W（最大実行輻射電力1.35 kW）
- 今別（尖岳）：56ch
- 中里今泉（今泉山）：56ch
- 大間平：56ch
- 下風呂：56ch
- 久栗坂：56ch
- 浅虫：56ch
- 西十和田（東英）：56ch
- 深浦長慶平：56ch
- 深浦艫作：56ch
- 西田子：56ch
- 五戸：56ch
- 名川剣吉：56ch
- 南部小波田：56ch
- むつ（釜臥山）：58ch　映像周波数741.25 MHz　出力100W（最大実行輻射電力710W）　音声周波数745.75 MHz　出力25W（最大実行輻射電力175W）
- 鰺ヶ沢赤石（野脇山）：59ch
- 岩崎（森山）：59ch
- 田子（田子新井田）：59ch
- 大間（根田内崎）：60ch
- 古野牛川：61ch
- 袰部：61ch
- 深浦追良瀬：61ch
- 大鰐虹貝：62ch
- 久栗坂・西田子・南部小波田・名川剣吉・古野牛川・東通入口・大間平の各テレビ中継局については、デジタルテレビ中継局の置局予定がなく、2011年（平成23年）7月24日をもって廃止されたが、久栗坂中継局については、デジタル放送の受信環境改善のため、2012年（平成24年）12月1日にデジタルテレビの中継局が開局した。

## エコキャンペーン
- 当放送局では、2007年（平成19年）11月1日から2008年（平成20年）3月31日[61] まで、同じ青森市松森1丁目に本社を置く青森放送と共同エコプロジェクト「チーム守るべ青森」を、TBSテレビと毎日放送を除くJNN系列26社と共同で「結構です!レジ袋」をそれぞれ展開している。

## 主催事業
- AOMORIマラソン大会（1992年（平成4年）- ）[62]
  - 当局では、参加者募集のスポットが流れるほか、後日大会の模様が放送される。

## 社史・記念誌
- 青森テレビ編『青森テレビ十年の歩み』1978年（昭和53年）12月23日発行、576ページ。
原子力船「むつ」[注 45] の報道記録（1974年（昭和49年）8月 - 10月にかけて）が時系列で詳細に記載され（314～315頁）、同社取材のニュースがTBSテレビ系列/NETテレビ（現・テレビ朝日）系列の双方のニュースネットワークを通じて全国に放送された事実が述べられている（その際、TBSテレビからベテランの報道記者が応援に駆けつけたとの実名入りの記述もあり）。
- 青森テレビ20周年記念出版編集委員会企画制作『ATV20年のあゆみ』 1989年（平成元年）11月発行、347ページ。
開局時 - 1974年（昭和49年）10月期（実質的なJNN/ANNのクロスネット時代）のタイムテーブルが掲載されている。
- 青森テレビ開局30周年記念事業委員会企画制作『ATV30年のあゆみ』 1998年（平成10年）12月発行、319ページ。

## オンデマンド配信
「もう一度見たい！ATVオンデマンド」と題して過去の放送の配信を行っている。
配信している番組はわっち!!内で放送中の「わっちtheキッチン」や特別番組、スポットCM、県内のまつりの紹介など。